# Pretz-en-Argonne
Pretz-en-Argonne är en kommun i departementet Meuse i regionen Grand Est (tidigare regionen Lorraine) i nordöstra Frankrike. Kommunen ligger i kantonen Seuil-d'Argonne som tillhör arrondissementet Bar-le-Duc. År 2022 hade Pretz-en-Argonne 61 invånare.

## Befolkningsutveckling
Antalet invånare i kommunen Pretz-en-Argonne
| Referens: INSEE |